# Röksvagt krut

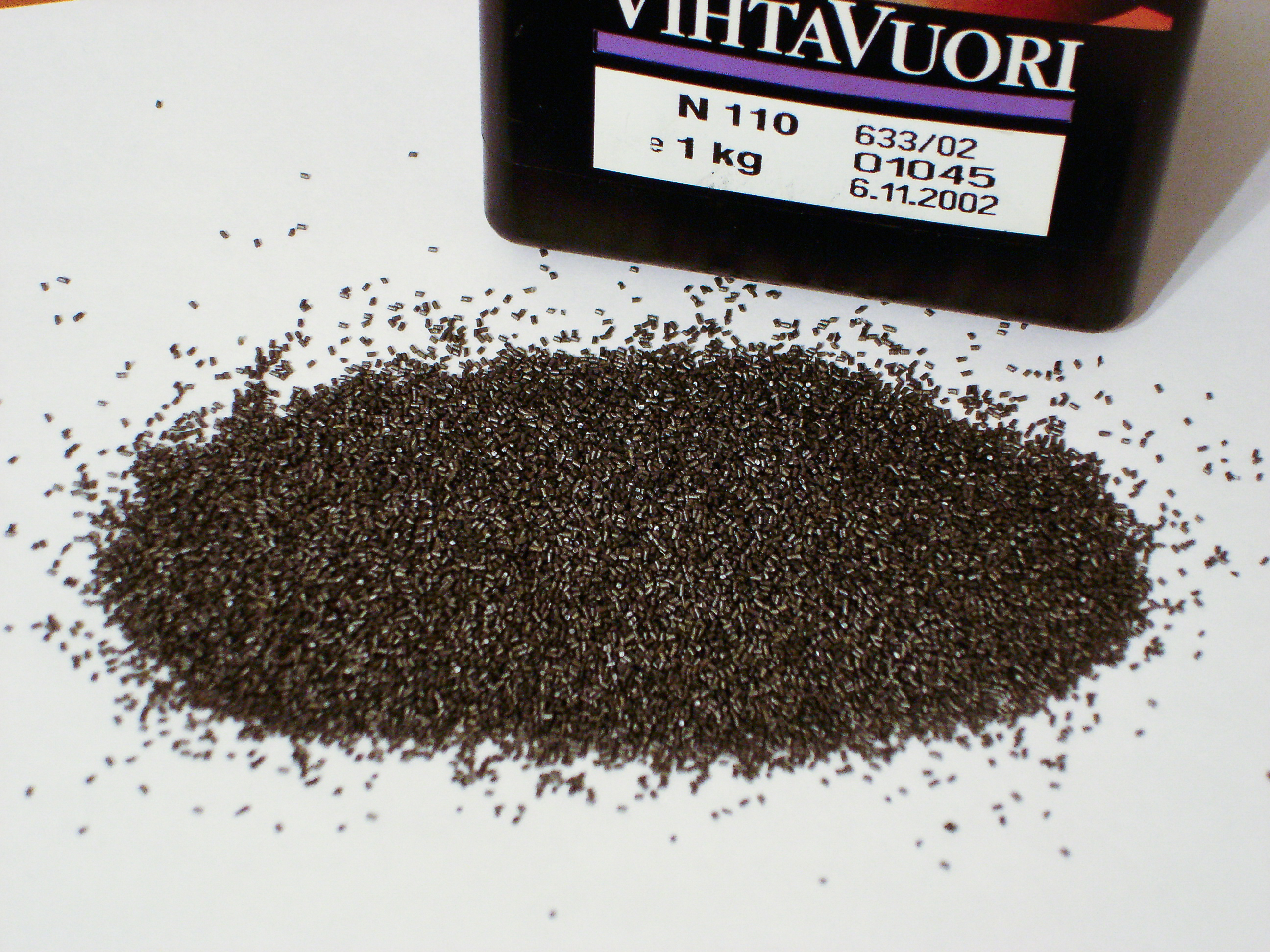
Röksvagt krut

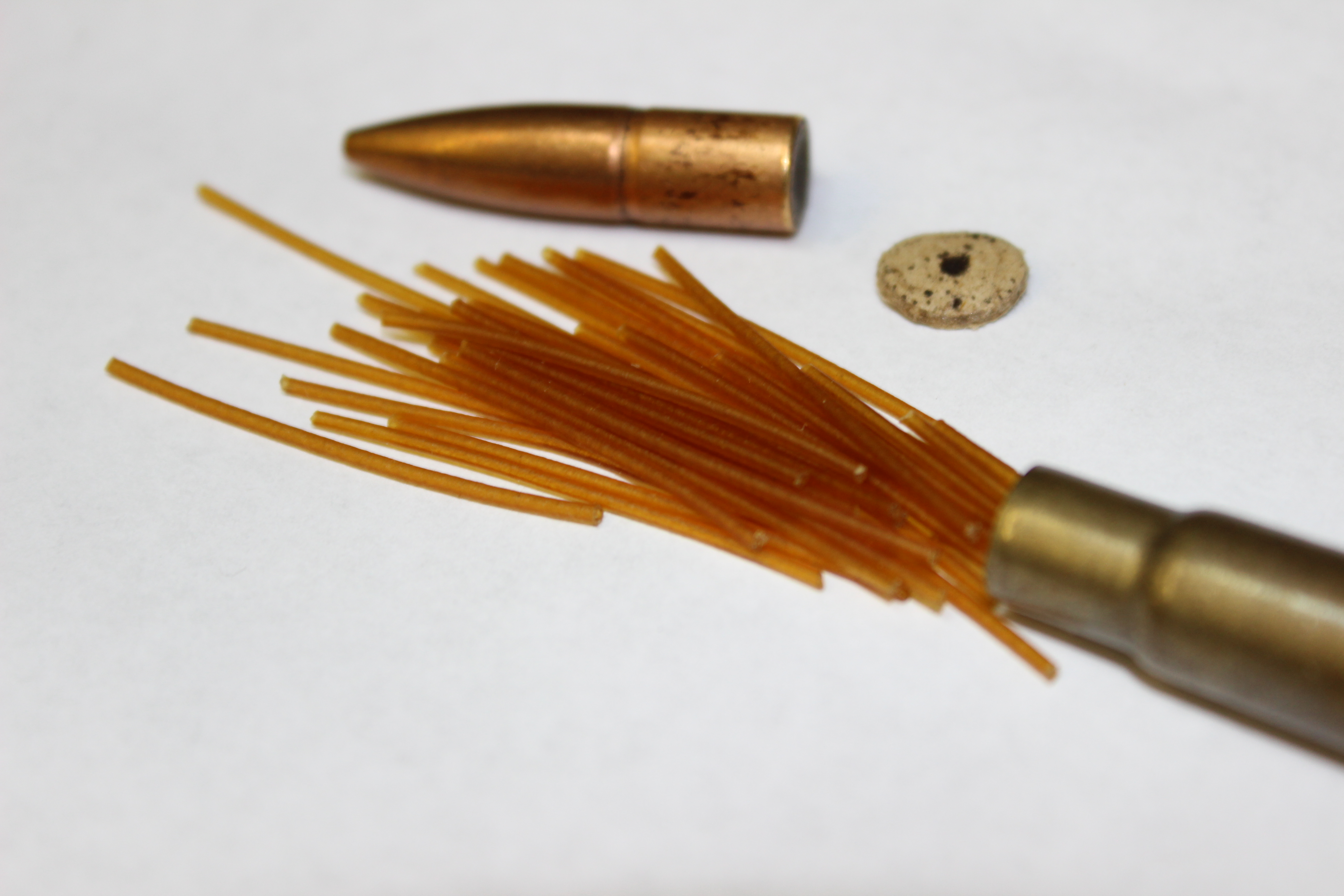
Kordit

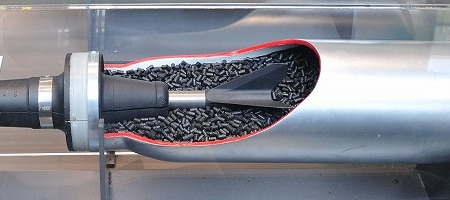
Röksvagt krut i en pilprojektilpatron

Röksvagt krut, även känt som kemiskt krut, är en typ av drivämne som huvudsakligen används i eldvapenammunition och vapenprojektiler. Röksvagt krut består huvudsakligen av gelatinerad nitrocellulosa tillredd enligt olika principer för att uppnå olika kemiska sammansättningar.
Röksvagt krut, i jämförelse med dess föregångare svartkrut, producerar nästintill ingen rök eller restprodukter (nedsmutsning) vid förbränning, vilket är en fördel då man undviker rökmoln som skymmer sikten för kanonservisen och avslöjar för fienden varifrån elden utgår, samt att vapnet inte kräver rengöring lika ofta. Det är även mycket mindre fuktkänsligt än svartkrut.

## Historia
När bomullskrutet uppfanns såg man omedelbart att det hade fördelar i att lämna kvar mycket lite slaggprodukter i samband med förbränningen och det gjordes flera försök att använda detta som vapenkrut. Problem uppstod dock med detta, då man bland annat hade problem med att få förbränningen tillräckligt förutsägbar, samt att få ett tillräckligt låg förbränningshastighet för att minska påfrestningen på vapnen och effektivt kunna utnyttja energin i krutet. De flesta försöken förblev misslyckade.
1885 uppfanns det moderna röksvaga krutet av en fransman vid namn Paul Vieille och framställdes genom gelatinering av nitrocellulosa, så kallat nitrocellulosakrut (NC-krut), eller singelbaskrut, då dess huvudbeståndsdel utgörs av en bas.
1887, tre år efter att fransmannen Paul Vieille uppfann nitrocellulosakrutet, framställde Alfred Nobel ett kraftigare krut som han patenterade och döpte till ballistit. En av Nobels tidigare medarbetare kopierade ballistiten till något som kallades Kordit och lyckades övertyga det engelska rättssystemet att hans krut inte inkräktade på Nobels patent.
Denna typ av krut har sedermera fått namnet nitroglycerinkrut (NCGL-krut/NG-krut), eller dubbelbaskrut, då dess huvudbeståndsdel utgörs av två baser. NCGL-krut består av 50-60 % nitrocellulosa och 25-40 % nitroglycerin som gelatineringsmedel, samt ett inaktivt gelatineringsmedel, ofta aceton. Tidiga varianter innehöll ofta så mycket som 50 % nitroglycerin.
Kulkrut kallas en variant av dubbelbaskrut med endast 10 % nitroglycerin. Där löses nitrocellulosan i lösningsmedlet etylacetat till små kulor.
Under 1930-talet utvecklades en ny typ av röksvagt krut i syfte att ge ett krut med lägre flamtemperatur som slet mindre på eldröret i eldvapen. För detta blandades nitroguanidin i dubbelbaskrut som diglykolkrut och skapade det som sedermera kallas nitroguanidinkrut (NGU-krut), eller trippelbaskrut, då dess huvudbeståndsdel utgörs av tre baser. En dinitroglykolbaserad variant av trippelbaskrut utvecklades i Tyskland på 1930-talet.

## Typer

### Singelbaskrut
Singelbaskrut kallas röksvagt krut vars huvudbeståndsdel utgörs av en bas.
- NC-krut – Nitrocellulosakrut – röksvagt krut vars huvudbeståndsdel utgörs av gelatinerad nitrocellulosa.

### Dubbelbaskrut
Dubbelbaskrut kallas röksvagt krut vars huvudbeståndsdel utgörs av två baser.
- NCGL-krut – Nitroglycerinkrut – röksvagt krut vars huvudbeståndsdel utgörs av av nitrocellulosa som gelatinerats med nitroglycerin. Även kallad nitrocellulosa-nitroglycerinkrut.
- DIGL-krut – Diglykolkrut – röksvagt krut vars huvudbeståndsdel utgörs av nitrocellulosa som gelatinerats med diglykoldinitrat. Även kallad dinitroglykolkrut.

### Trippelbaskrut
Trippelbaskrut kallas röksvagt krut vars huvudbeståndsdel utgörs av tre baser.
- NGU-krut – Nitroguanidinkrut – röksvagt krut vars huvudbeståndsdel utgörs av med diglykoldinitrat gelatinerad nitrocellulosa blandad med nitroguanidin.

## Krutstorlek
Förutom krutets kemiska sammansättning avgörs dess prestanda av krutkornens storlek och form. Små korn ger ett livligt krut medan stora ger ett trögt krut. För krut med korn av kubisk eller sfärisk form avtar förbränningsytan och dessa kallas degressiva. Krut där kornen genom invändiga kanaler är så utformade att ytan ökar under förbränningen kallas progressiva.

### Fotnoter
1. ↑  Uppfinningarnas bok band VII (1903), s 412-420.
2. 1 2 3 4  Nationalencyklopedin multimedia plus, 2000
3. 1 2  Carlquist, Gunnar, red (1933). Svensk uppslagsbok. Bd 16. Malmö: Svensk Uppslagsbok AB. sid. 177
4. 1 2 3 4 5 6   AMORDLISTA, Preliminär ammunitionsordlista. 1979 års upplaga. sid. 16, 18, 49, 78. Läst 1 oktober 2021